# Gran Premio di superbike di Assen 2024
Il Gran Premio di superbike di Assen 2024 è stato la terza prova del mondiale superbike del 2024. Nello stesso fine settimana si sono corsi anche la terza prova del campionato mondiale Supersport e la seconda del campionato mondiale Supersport 300. 

## Panoramica delle gare
Tutto il fine settimana è stato caratterizzato da condizioni meteorologiche instabili, con precipitazioni sparse tra i turni di prova e le gare.
Gara uno di Superbike si chiude con un risultato a sorpresa: Nicholas Spinelli, chiamato a sostituire l'infortunato Danilo Petrucci, grazie alla scelta delle gomme intermedie ed alla neutralizzazione al quattordicesimo giro, taglia il traguardo in prima posizione da esordiente assoluto in questa categoria. La gara superpole va ad Álvaro Bautista, con Nicolò Bulega al secondo posto a completare la doppietta per Ducati Corse. In gara due si impone Toprak Razgatlıoğlu su BMW: prima vittoria in Superbike su questa pista sia per il pilota che per la casa costruttrice.
Gara uno della Supersport va ad Adrián Huertas, portacolori del team ufficiale Ducati. Gara due viene vinta dal pilota di casa Glenn van Straalen, Ten Kate Racing, alla sua prima affermazione iridata. Grande equilibrio nella classifica piloti al termine di questo appuntamento: i primi quattro piloti in classifica racchiusi in soli due punti. Entrambe le prove del mondiale Supersport 300 vanno allo spagnolo Daniel Mogeda su Kawasaki Ninja 400 che, con i cinquanta punti così acquisiti si porta al comando della classifica. Mogeda sopravanza di sei punti il precedente capoclassifica: Iñigo Iglesias.

## Superbike gara 1
Gara uno, che si sarebbe dovuta disputare sulla lunghezza di ventuno giri, è stata interrotta con bandiera rossa al quattordicesimo giro. L'interruzione è stata causata dalla rottura del motore della YZF R1 di Andrea Locatelli.

### Arrivati al traguardo
| Pos. | Nº | Pilota               | Squadra                   | Motocicletta        | Giri | Tempo      | Griglia | Punti |
| ---- | -- | -------------------- | ------------------------- | ------------------- | ---- | ---------- | ------- | ----- |
| 1º   | 24 | Nicholas Spinelli    | Barni Spark Racing        | Ducati Panigale V4R | 14   | 25'08.898  | 11º     | 25    |
| 2º   | 54 | Toprak Razgatlıoğlu  | Rokit BMW Motorrad        | BMW M1000 RR        | 14   | +1.979     | 3º      | 20    |
| 3º   | 1  | Álvaro Bautista      | Aruba.it Racing - Ducati  | Ducati Panigale V4R | 14   | +2.089     | 7º      | 16    |
| 4º   | 87 | Remy Gardner         | GYTR GRT Yamaha           | Yamaha YZF R1       | 14   | +4.851     | 6º      | 13    |
| 5º   | 22 | Alex Lowes           | Kawasaki Racing           | Kawasaki ZX-10RR    | 14   | +5.147     | 5º      | 11    |
| 6º   | 65 | Jonathan Rea         | Pata Yamaha Prometeon     | Yamaha YZF R1       | 14   | +5.376     | 1º      | 10    |
| 7º   | 60 | Michael van der Mark | Rokit BMW Motorrad        | BMW M1000 RR        | 14   | +5.545     | 13º     | 9     |
| 8º   | 45 | Scott Redding        | Bonovo Action BMW         | BMW M1000 RR        | 14   | +11.271    | 15º     | 8     |
| 9º   | 47 | Axel Bassani         | Kawasaki Racing           | Kawasaki ZX-10RR    | 14   | +11.476    | 16º     | 7     |
| 10º  | 97 | Xavi Vierge          | Team HRC                  | Honda CBR1000 RR-R  | 14   | +17.034    | 12º     | 6     |
| 11º  | 11 | Nicolò Bulega        | Aruba.it Racing - Ducati  | Ducati Panigale V4R | 14   | +1 settore | 2º      | 5     |
| 12º  | 55 | Andrea Locatelli     | Pata Yamaha Prometeon     | Yamaha YZF R1       | 14   | +4 settori | 10º     | 4     |
| 13º  | 77 | Dominique Aegerter   | GYTR GRT Yamaha           | Yamaha YZF R1       | 14   | +4 settori | 19º     | 3     |
| 14º  | 95 | Tarran Mackenzie     | Petronas MIE Racing Honda | Honda CBR1000 RR-R  | 14   | +4 settori | 14º     | 2     |
| 15º  | 28 | Bradley Ray          | Yamaha Motoxracing        | Yamaha YZF R1       | 13   | +1 giro    | 20º     | 1     |
| 16º  | 31 | Garrett Gerloff      | Bonovo Action BMW         | BMW M1000 RR        | 13   | +1 giro    | 17º     |       |
| 17º  | 22 | Adam Norrodin        | Petronas MIE Racing Honda | Honda CBR1000 RR-R  | 13   | +1 giro    | 21º     |       |
| 18º  | 5  | Philipp Öttl         | GMT94 Yamaha              | Yamaha YZF R1       | 12   | +2 giri    | 18º     |       |
| 19º  | 14 | Sam Lowes            | ELF Marc VDS Racing Team  | Ducati Panigale V4R | 11   | +3 giri    | 4º      |       |

### Ritirati
| Nº | Pilota                | Squadra                  | Motocicletta        | Giri | Griglia |
| -- | --------------------- | ------------------------ | ------------------- | ---- | ------- |
| 21 | Michael Ruben Rinaldi | Team Motocorsa Racing    | Ducati Panigale V4R | 11   | 8º      |
| 53 | Esteve Rabat          | Kawasaki Puccetti Racing | Kawasaki ZX-10RR    | 11   | 22º     |
| 29 | Andrea Iannone        | Team GoEleven            | Ducati Panigale V4R | 4    | 9º      |

## Superbike gara Superpole

### Arrivati al traguardo
| Pos. | Nº | Pilota                | Squadra                   | Motocicletta        | Giri | Tempo     | Griglia | Punti |
| ---- | -- | --------------------- | ------------------------- | ------------------- | ---- | --------- | ------- | ----- |
| 1º   | 1  | Álvaro Bautista       | Aruba.it Racing - Ducati  | Ducati Panigale V4R | 10   | 15'53.996 | 7º      | 12    |
| 2º   | 11 | Nicolò Bulega         | Aruba.it Racing - Ducati  | Ducati Panigale V4R | 10   | +2.686    | 2º      | 9     |
| 3º   | 22 | Alex Lowes            | Kawasaki Racing           | Kawasaki ZX-10RR    | 10   | +7.403    | 5º      | 7     |
| 4º   | 87 | Remy Gardner          | GYTR GRT Yamaha           | Yamaha YZF R1       | 10   | +7.551    | 6º      | 6     |
| 5º   | 65 | Jonathan Rea          | Pata Yamaha Prometeon     | Yamaha YZF R1       | 10   | +8.177    | 1º      | 5     |
| 6º   | 55 | Andrea Locatelli      | Pata Yamaha Prometeon     | Yamaha YZF R1       | 10   | +9.114    | 10º     | 4     |
| 7º   | 14 | Sam Lowes             | ELF Marc VDS Racing Team  | Ducati Panigale V4R | 10   | +9.702    | 4º      | 3     |
| 8º   | 60 | Michael van der Mark  | Rokit BMW Motorrad        | BMW M1000 RR        | 10   | +9.824    | 13º     | 2     |
| 9º   | 54 | Toprak Razgatlıoğlu   | Rokit BMW Motorrad        | BMW M1000 RR        | 10   | +10.034   | 3º      | 1     |
| 10º  | 45 | Scott Redding         | Bonovo Action BMW         | BMW M1000 RR        | 10   | +11.981   | 15º     |       |
| 11º  | 31 | Garrett Gerloff       | Bonovo Action BMW         | BMW M1000 RR        | 10   | +14.886   | 17º     |       |
| 12º  | 97 | Xavi Vierge           | Team HRC                  | Honda CBR1000 RR-R  | 10   | +15.148   | 12º     |       |
| 13º  | 47 | Axel Bassani          | Kawasaki Racing           | Kawasaki ZX-10RR    | 10   | +15.922   | 16º     |       |
| 14º  | 77 | Dominique Aegerter    | GYTR GRT Yamaha           | Yamaha YZF R1       | 10   | +16.927   | 19º     |       |
| 15º  | 29 | Andrea Iannone        | Team GoEleven             | Ducati Panigale V4R | 10   | +21.202   | 9º      |       |
| 16º  | 21 | Michael Ruben Rinaldi | Team Motocorsa Racing     | Ducati Panigale V4R | 10   | +22.384   | 8º      |       |
| 17º  | 95 | Tarran Mackenzie      | Petronas MIE Racing Honda | Honda CBR1000 RR-R  | 10   | +25.887   | 14º     |       |
| 18º  | 24 | Nicholas Spinelli     | Barni Spark Racing        | Ducati Panigale V4R | 10   | +26.597   | 11º     |       |
| 19º  | 5  | Philipp Öttl          | GMT94 Yamaha              | Yamaha YZF R1       | 10   | +29.518   | 18º     |       |
| 20º  | 28 | Bradley Ray           | Yamaha Motoxracing        | Yamaha YZF R1       | 10   | +29.851   | 20º     |       |

### Ritirati
| Nº | Pilota        | Squadra                   | Motocicletta       | Giri | Griglia |
| -- | ------------- | ------------------------- | ------------------ | ---- | ------- |
| 22 | Adam Norrodin | Petronas MIE Racing Honda | Honda CBR1000 RR-R | 5    | 21º     |
| 53 | Esteve Rabat  | Kawasaki Puccetti Racing  | Kawasaki ZX-10RR   | 3    | 22º     |

## Superbike gara 2

### Arrivati al traguardo
| Pos. | Nº | Pilota                | Squadra                   | Motocicletta        | Giri | Tempo     | Griglia | Punti |
| ---- | -- | --------------------- | ------------------------- | ------------------- | ---- | --------- | ------- | ----- |
| 1º   | 54 | Toprak Razgatlıoğlu   | Rokit BMW Motorrad        | BMW M1000 RR        | 21   | 33'29.448 | 9º      | 25    |
| 2º   | 1  | Álvaro Bautista       | Aruba.it Racing - Ducati  | Ducati Panigale V4R | 21   | +0.625    | 1º      | 20    |
| 3º   | 87 | Remy Gardner          | GYTR GRT Yamaha           | Yamaha YZF R1       | 21   | +1.022    | 4º      | 16    |
| 4º   | 29 | Andrea Iannone        | Team GoEleven             | Ducati Panigale V4R | 21   | +3.120    | 11º     | 13    |
| 5º   | 55 | Andrea Locatelli      | Pata Yamaha Prometeon     | Yamaha YZF R1       | 21   | +3.217    | 6º      | 11    |
| 6º   | 14 | Sam Lowes             | ELF Marc VDS Racing Team  | Ducati Panigale V4R | 21   | +5.174    | 7º      | 10    |
| 7º   | 77 | Dominique Aegerter    | GYTR GRT Yamaha           | Yamaha YZF R1       | 21   | +5.538    | 19º     | 9     |
| 8º   | 11 | Nicolò Bulega         | Aruba.it Racing - Ducati  | Ducati Panigale V4R | 21   | +6.337    | 2º      | 8     |
| 9º   | 60 | Michael van der Mark  | Rokit BMW Motorrad        | BMW M1000 RR        | 21   | +8.059    | 8º      | 7     |
| 10º  | 97 | Xavi Vierge           | Team HRC                  | Honda CBR1000 RR-R  | 21   | +19.453   | 13º     | 6     |
| 11º  | 95 | Tarran Mackenzie      | Petronas MIE Racing Honda | Honda CBR1000 RR-R  | 21   | +19.556   | 14º     | 5     |
| 12º  | 31 | Garrett Gerloff       | Bonovo Action BMW         | BMW M1000 RR        | 21   | +21.771   | 17º     | 4     |
| 13º  | 21 | Michael Ruben Rinaldi | Team Motocorsa Racing     | Ducati Panigale V4R | 21   | +22.322   | 10º     | 3     |
| 14º  | 5  | Philipp Öttl          | GMT94 Yamaha              | Yamaha YZF R1       | 21   | +31.822   | 18º     | 2     |
| 15º  | 53 | Esteve Rabat          | Kawasaki Puccetti Racing  | Kawasaki ZX-10RR    | 21   | +35.305   | 22º     | 1     |
| 16º  | 24 | Nicholas Spinelli     | Barni Spark Racing        | Ducati Panigale V4R | 21   | +35.392   | 13º     |       |
| 17º  | 28 | Bradley Ray           | Yamaha Motoxracing        | Yamaha YZF R1       | 21   | +37.947   | 20º     |       |
| 18º  | 47 | Axel Bassani          | Kawasaki Racing           | Kawasaki ZX-10RR    | 21   | +43.360   | 16º     |       |
| 19º  | 65 | Jonathan Rea          | Pata Yamaha Prometeon     | Yamaha YZF R1       | 21   | +1'18.925 | 5º      |       |
| 20º  | 22 | Adam Norrodin         | Petronas MIE Racing Honda | Honda CBR1000 RR-R  | 21   | +1'34.526 | 21º     |       |

### Ritirati
| Nº | Pilota        | Squadra           | Motocicletta     | Giri | Griglia |
| -- | ------------- | ----------------- | ---------------- | ---- | ------- |
| 22 | Alex Lowes    | Kawasaki Racing   | Kawasaki ZX-10RR | 9    | 3º      |
| 45 | Scott Redding | Bonovo Action BMW | BMW M1000 RR     | 1    | 15º     |

## Supersport gara 1

### Arrivati al traguardo
| Pos. | Nº | Pilota              | Squadra                          | Motocicletta                 | Giri | Tempo     | Griglia | Punti |
| ---- | -- | ------------------- | -------------------------------- | ---------------------------- | ---- | --------- | ------- | ----- |
| 1º   | 99 | Adrián Huertas      | Aruba.it Racing - Ducati         | Ducati Panigale V4R          | 18   | 32:12.002 | 3º      | 25    |
| 2º   | 62 | Stefano Manzi       | Ten Kate Racing Yamaha           | Yamaha YZF-R6                | 18   | +8.149    | 1º      | 20    |
| 3º   | 53 | Valentin Debise     | Evan Bros. Yamaha                | Yamaha YZF-R6                | 18   | +9.180    | 10º     | 16    |
| 4º   | 28 | Glenn van Straalen  | Ten Kate Racing Yamaha           | Yamaha YZF-R6                | 18   | +9.291    | 2º      | 13    |
| 5º   | 71 | Tom Edwards         | D34G Racing                      | Ducati Panigale V4R          | 18   | +14.695   | 13º     | 11    |
| 6º   | 64 | Federico Caricasulo | Motozoo ME AIR Racing            | MV Agusta F3 800 RR          | 18   | +19.375   | 26º     | 10    |
| 7º   | 9  | Jorge Navarro       | WRP-RT Motorsport by SKM-Triumph | Triumph Street Triple RS 765 | 18   | +19.412   | 14º     | 9     |
| 8º   | 54 | Bahattin Sofuoğlu   | MV Agusta Reparto Corse          | MV Agusta F3 800 RR          | 18   | +22.148   | 7º      | 8     |
| 9º   | 94 | Lucas Mahias        | GMT94 Yamaha                     | Yamaha YZF R6                | 18   | +27.026   | 22º     | 7     |
| 10º  | 68 | Luke Power          | Motozoo ME AIR Racing            | MV Agusta F3 800 RR          | 18   | +27.841   | 12º     | 6     |
| 11º  | 17 | John McPhee         | WRP-RT Motorsport by SKM-Triumph | Triumph Street Triple RS 765 | 18   | +27.970   | 17º     | 5     |
| 12º  | 23 | Marcel Schrötter    | MV Agusta Reparto Corse          | MV Agusta F3 800 RR          | 18   | +45.762   | 4º      | 4     |
| 13º  | 51 | Anupab Sarmoon      | Yamaha Thailand Racing           | Yamaha YZF R6                | 18   | +49.515   | 21º     | 3     |
| 14º  | 40 | Simone Corsi        | Renzi Corse                      | Ducati Panigale V4R          | 18   | +49.815   | 23º     | 2     |
| 15º  | 5  | Niccolò Antonelli   | Ecosantagata Althea Racing       | Ducati Panigale V4R          | 18   | +52.177   | 16º     | 1     |
| 16º  | 61 | Can Öncü            | Kawasaki Puccetti Racing         | Kawasaki ZX-6R               | 18   | +1'04.165 | 20º     |       |
| 17º  | 19 | Gabriele Giannini   | ProDina Kawasaki Racing          | Kawasaki ZX-6R               | 18   | +1'05.409 | 24º     |       |
| 18º  | 3  | Raffaele De Rosa    | QJ Motor Factory Racing          | QJ Motor SRK 800 RR          | 18   | +1'07.258 | 15º     |       |
| 19º  | 39 | Krittapat Keankum   | Yamaha Thailand Racing           | Yamaha YZF R6                | 18   | +1:12.335 | 25º     |       |
| 20º  | 32 | Oliver Bayliss      | D34G Racing                      | Ducati Panigale V4R          | 18   | +1'13.058 | 18º     |       |
| 21º  | 74 | Piotr Biesiekirsk   | Ecosantagata Althea Racing       | Ducati Panigale V4R          | 17   | +1 giro   | 29º     |       |
| 22º  | 25 | Marcel Brenner      | Viamo Racing                     | Kawasaki ZX-6R               | 17   | +1 giro   | 31º     |       |
| 23º  | 89 | Khairul Idham Pawi  | Petronas MIE Racing Honda        | Honda CBR600RR               | 17   | +1 giro   | 27º     |       |
| 24º  | 27 | Kaito Toba          | Petronas MIE Racing Honda        | Honda CBR600RR               | 17   | +1 giro   | 28º     |       |
| 25º  | 78 | Hikari Ōkubo        | Vince64 by Puccetti Racing       | Kawasaki ZX-6R               | 17   | +1 giro   | 30º     |       |

### Ritirati
| Nº | Pilota              | Squadra                  | Motocicletta                 | Giri | Griglia |
| -- | ------------------- | ------------------------ | ---------------------------- | ---- | ------- |
| 50 | Ondřej Vostatek     | PTR Triumph              | Triumph Street Triple RS 765 | 8    | 19º     |
| 7  | Lorenzo Baldassarri | Orelac Racing Verdnatura | Ducati Panigale V4R          | 3    | 6º      |
| 85 | Twan Smits          | Team Apreco              | Yamaha YZF-R6                | 1    | 9º      |
| 69 | Tom Booth-Amos      | PTR Triumph              | Triumph Street Triple RS 765 | 0    | 8º      |
| 55 | Yari Montella       | Barni Spark Racing       | Ducati Panigale V2           | 0    | 11º     |
| 66 | Niki Tuuli          | EAB Racing Team          | Ducati Panigale V2           | 0    | 5º      |

## Supersport gara 2

### Arrivati al traguardo
| Pos. | Nº | Pilota              | Squadra                          | Motocicletta                 | Giri | Tempo     | Griglia | Punti |
| ---- | -- | ------------------- | -------------------------------- | ---------------------------- | ---- | --------- | ------- | ----- |
| 1º   | 28 | Glenn van Straalen  | Ten Kate Racing Yamaha           | Yamaha YZF-R6                | 18   | 34'12.199 | 4º      | 25    |
| 2º   | 99 | Adrián Huertas      | Aruba.it Racing - Ducati         | Ducati Panigale V4R          | 18   | +1.352    | 2º      | 20    |
| 3º   | 66 | Niki Tuuli          | EAB Racing Team                  | Ducati Panigale V4R          | 18   | +2.944    | 10º     | 16    |
| 4º   | 5  | Niccolò Antonelli   | Ecosantagata Althea Racing       | Ducati Panigale V4R          | 18   | +4.167    | 20º     | 13    |
| 5º   | 54 | Bahattin Sofuoğlu   | MV Agusta Reparto Corse          | MV Agusta F3 800 RR          | 18   | +10.872   | 7º      | 11    |
| 6º   | 27 | Kaito Toba          | Petronas MIE Racing Honda        | Honda CBR600RR               | 18   | +19.361   | 29º     | 10    |
| 7º   | 55 | Yari Montella       | Barni Spark Racing               | Ducati Panigale V4R          | 18   | +26.280   | 15º     | 7     |
| 8º   | 23 | Marcel Schrötter    | MV Agusta Reparto Corse          | MV Agusta F3 800 RR          | 18   | +36.279   | 5º      | 8     |
| 9º   | 61 | Can Öncü            | Kawasaki Puccetti Racing         | Kawasaki ZX-6R               | 18   | +41.854   | 8º      | 7     |
| 10º  | 85 | Twan Smits          | Team Apreco                      | Yamaha YZF-R6                | 18   | +41.874   | 13º     | 6     |
| 11º  | 9  | Jorge Navarro       | WRP-RT Motorsport by SKM-Triumph | Triumph Street Triple RS 765 | 18   | +46.345   | 18º     | 5     |
| 12º  | 74 | Piotr Biesiekirski  | Ecosantagata Althea Racing       | Ducati Panigale V4R          | 18   | +50.433   | 9º      | 4     |
| 13º  | 40 | Simone Corsi        | Renzi Corse                      | Ducati Panigale V4R          | 18   | +58.640   | 25º     | 3     |
| 14º  | 51 | Anupab Sarmoon      | Yamaha Thailand Racing           | Yamaha YZF R6                | 18   | +1'03.842 | 24º     | 2     |
| 15º  | 19 | Gabriele Giannini   | ProDina Kawasaki Racing          | Kawasaki ZX-6R               | 18   | +1'04.979 | 26º     | 1     |
| 16º  | 69 | Tom Booth-Amos      | PTR Triumph                      | Triumph Street Triple RS 765 | 18   | +1'05.992 | 12º     |       |
| 17º  | 78 | Hikari Ōkubo        | Vince64 by Puccetti Racing       | Kawasaki ZX-6R               | 18   | +1'10.291 | 30º     |       |
| 18º  | 53 | Valentin Debise     | Evan Bros. Yamaha                | Yamaha YZF-R6                | 18   | +1'24.306 | 14º     |       |
| 19º  | 25 | Marcel Brenner      | Viamo Racing                     | Kawasaki ZX-6R               | 18   | +1'39.174 | 31º     |       |
| 20º  | 89 | Khairul Idham Pawi  | Petronas MIE Racing Honda        | Honda CBR600RR               | 18   | +1'42.553 | 28º     |       |
| 21º  | 62 | Stefano Manzi       | Ten Kate Racing Yamaha           | Yamaha YZF-R6                | 18   | +1'44.571 | 3º      |       |
| 22º  | 64 | Federico Caricasulo | Motozoo ME AIR Racing            | MV Agusta F3 800 RR          | 17   | +1 giro   | 1º      |       |
| 23º  | 39 | Krittapat Keankum   | Yamaha Thailand Racing           | Yamaha YZF R6                | 17   | +1 giro   | 27º     |       |
| 24º  | 94 | Lucas Mahias        | GMT94 Yamaha                     | Yamaha YZF R6                | 17   | +1 giro   | 6º      |       |
| 25º  | 71 | Tom Edwards         | D34G Racing                      | Ducati Panigale V4R          | 17   | +1 giro   | 17º     |       |
| 26º  | 50 | Ondřej Vostatek     | PTR Triumph                      | Triumph Street Triple RS 765 | 17   | +1 giro   | 23º     |       |
| 27º  | 3  | Raffaele De Rosa    | QJ Motor Factory Racing          | QJ Motor SRK 800 RR          | 15   | +3 giri   | 19º     |       |

### Squalificato
| Nº | Pilota              | Squadra                  | Motocicletta        | Giri | Tempo   | Griglia |
| -- | ------------------- | ------------------------ | ------------------- | ---- | ------- | ------- |
| 7  | Lorenzo Baldassarri | Orelac Racing Verdnatura | Ducati Panigale V4R | 18   | +13.285 | 11º     |

### Ritirati
| Nº | Pilota         | Squadra                          | Motocicletta                 | Giri | Griglia |
| -- | -------------- | -------------------------------- | ---------------------------- | ---- | ------- |
| 32 | Oliver Bayliss | D34G Racing                      | Ducati Panigale V4R          | 15   | 22º     |
| 68 | Luke Power     | Motozoo ME AIR Racing            | MV Agusta F3 800 RR          | 4    | 16º     |
| 17 | John McPhee    | WRP-RT Motorsport by SKM-Triumph | Triumph Street Triple RS 765 | 1    | 21º     |

## Supersport 300 gara 1
Gara uno della Supersport 300 è stata interrotta, con esposizione della bandiera rossa, nel corso del terzo giro. Alla ripartenza, una gara breve della durata complessiva di cinque giri, i piloti si sono schierati sulla griglia di partenza in base alla classifica parziale stilata al termine della prima frazione di gara. 

### Arrivati al traguardo
| Pos. | Nº | Pilota                | Squadra                               | Motocicletta       | Giri | Tempo    | Griglia | Punti |
| ---- | -- | --------------------- | ------------------------------------- | ------------------ | ---- | -------- | ------- | ----- |
| 1º   | 88 | Daniel Mogeda         | Team #109 Kawasaki                    | Kawasaki Ninja 400 | 5    | 9'22.932 | 15º     | 25    |
| 2º   | 55 | Unai Calatayud        | Arco Motor University                 | Yamaha YZF-R3      | 5    | +0.083   | 4º      | 20    |
| 3º   | 58 | Iñigo Iglesias        | Fusport-RT Motorsport by SKM-Kawasaki | Kawasaki Ninja 400 | 5    | +0.086   | 5º      | 16    |
| 4º   | 53 | Petr Svoboda          | Fusport-RT Motorsport by SKM-Kawasaki | Kawasaki Ninja 400 | 5    | +0.658   | 2º      | 13    |
| 5º   | 7  | Loris Veneman         | MTM Kawasaki                          | Kawasaki Ninja 400 | 5    | +0.660   | 1º      | 11    |
| 6º   | 56 | Galang Hendra Pratama | ProGP Racing                          | Yamaha YZF-R3      | 5    | +0.670   | 3º      | 10    |
| 7º   | 17 | Ruben Bijman          | Flembbo-PL Performances               | Kawasaki Ninja 400 | 5    | +0.692   | 6º      | 9     |
| 8º   | 57 | Aldi Satya Mahendra   | BrCorse                               | Yamaha YZF-R3      | 5    | +0.765   | 8º      | 8     |
| 9º   | 20 | Marc García           | China Racing                          | Kove 321RR         | 5    | +1.474   | 7º      | 7     |
| 10º  | 43 | Marco Gaggi           | BrCorse                               | Yamaha YZF-R3      | 5    | +1.701   | 13º     | 6     |
| 11º  | 43 | Dylan Czarkowski      | Racing DC                             | Yamaha YZF-R3      | 5    | +1.905   | 22º     | 5     |
| 12º  | 66 | Phillip Tonn          | Freudenberg KTM-Paligo Racing         | KTM RC 390 R       | 5    | +2.138   | 14º     | 4     |
| 14º  | 41 | Raffaele Tragni       | AG Motorsport Italia Yamaha           | Yamaha YZF-R3      | 5    | +2.788   | 17º     | 2     |
| 15º  | 80 | Gustavo Manso         | Yamaha MS Racing/AD78 Latin America   | Yamaha YZF-R3      | 5    | +3.998   | 19º     | 1     |
| 16º  | 31 | Elia Bartolini        | Yamaha Motoxracing                    | Yamaha YZF-R3      | 5    | +7.822   | 28º     |       |
| 17º  | 24 | Michael Agazzi        | MS Racing                             | Yamaha YZF-R3      | 5    | +9.009   | 24º     |       |
| 18º  | 11 | Filip Novotny         | Accolade Smrž Racing BGR              | Kawasaki Ninja 400 | 5    | +9.066   | 25º     |       |
| 19º  | 25 | Mattia Martella       | Kawasaki GP Project                   | Kawasaki Ninja 400 | 5    | +9.125   | 23º     |       |
| 20º  | 33 | Senna Van den Hoven   | Molenaar Racing                       | Kawasaki Ninja 400 | 5    | +10.226  | 18º     |       |
| 21º  | 29 | Giacomo Zannini       | ProDina Kawasaki Racing               | Kawasaki Ninja 400 | 5    | +16.770  | 27º     |       |
| 22º  | 71 | Iván Hernández        | Deza-Box 77 Racing                    | Kawasaki Ninja 400 | 5    | +23.205  | 26º     |       |

### Ritirati
| Nº | Pilota            | Squadra                             | Motocicletta       | Giri | Griglia |
| -- | ----------------- | ----------------------------------- | ------------------ | ---- | ------- |
| 85 | Kevin Sabatucci   | Flembbo-PL Performances             | Kawasaki Ninja 400 | 4    | 11º     |
| 38 | David Salvador    | MS Racing                           | Yamaha YZF-R3      | 3    | 29º     |
| 77 | José Osuna Sáez   | Deza-Box 77 Racing                  | Kawasaki Ninja 400 | 3    | 16º     |
| 26 | Mirko Gennai      | MTM Kawasaki                        | Kawasaki Ninja 400 | 2    | 9º      |
| 23 | Samuel Di Sora    | Arco Motor University               | Yamaha YZF-R3      | 2    | 20º     |
| 27 | Christopher Clark | Accolade Smrž Racing BGR            | Kawasaki Ninja 400 | 2    | 21º     |
| 1  | Jeffrey Buis      | Freudenberg KTM-Paligo Racing       | KTM RC 390 R       | 0    | [ 17 ]  |
| 91 | Matteo Vannucci   | AG Motorsport Italia Yamaha         | Yamaha YZF-R3      | 0    | [ 17 ]  |
| 48 | Julio García      | China Racing                        | Kove 321RR         | 0    | [ 17 ]  |
| 62 | Kevin Fontainha   | Yamaha MS Racing/AD78 Latin America | Yamaha YZF-R3      | 0    | [ 17 ]  |
| 9  | Emiliano Ercolani | Yamaha Motoxracing                  | Yamaha YZF-R3      | 0    | [ 17 ]  |
| 8  | Bruno Ieraci      | ProDina Kawasaki Racing             | Kawasaki Ninja 400 | 0    | 12º     |

## Supersport 300 gara 2

### Arrivati al traguardo
| Pos. | Nº | Pilota                | Squadra                               | Motocicletta       | Giri | Tempo     | Griglia | Punti |
| ---- | -- | --------------------- | ------------------------------------- | ------------------ | ---- | --------- | ------- | ----- |
| 1º   | 88 | Daniel Mogeda         | Team #109 Kawasaki                    | Kawasaki Ninja 400 | 12   | 22'09.524 | 2º      | 25    |
| 2º   | 7  | Loris Veneman         | MTM Kawasaki                          | Kawasaki Ninja 400 | 12   | +0.040    | 11º     | 20    |
| 3º   | 53 | Petr Svoboda          | Fusport-RT Motorsport by SKM-Kawasaki | Kawasaki Ninja 400 | 12   | +0.222    | 10º     | 16    |
| 4º   | 58 | Iñigo Iglesias        | Fusport-RT Motorsport by SKM-Kawasaki | Kawasaki Ninja 400 | 12   | +0.340    | 17º     | 13    |
| 5º   | 56 | Galang Hendra Pratama | ProGP Racing                          | Yamaha YZF-R3      | 12   | +0.458    | 12º     | 11    |
| 6º   | 31 | Elia Bartolini        | Yamaha Motoxracing                    | Yamaha YZF-R3      | 12   | +0.471    | 6º      | 10    |
| 7º   | 43 | Marco Gaggi           | BrCorse                               | Yamaha YZF-R3      | 12   | +0.957    | 21º     | 9     |
| 8º   | 8  | Bruno Ieraci          | ProDina Kawasaki Racing               | Kawasaki Ninja 400 | 12   | 1.736     | 22º     | 8     |
| 9º   | 23 | Samuel Di Sora        | Arco Motor University                 | Yamaha YZF-R3      | 12   | +2.275    | 13º     | 7     |
| 10º  | 48 | Julio García          | China Racing                          | Kove 321RR         | 12   | +3.048    | 26º     | 6     |
| 11º  | 57 | Aldi Satya Mahendra   | BrCorse                               | Yamaha YZF-R3      | 12   | +3.259    | 1º      | 5     |
| 12º  | 77 | José Osuna Sáez       | Deza-Box 77 Racing                    | Kawasaki Ninja 400 | 12   | +7.677    | 27º     | 4     |
| 13º  | 66 | Phillip Tonn          | Freudenberg KTM-Paligo Racing         | KTM RC 390 R       | 12   | +9.797    | 4º      | 3     |
| 14º  | 62 | Kevin Fontainha       | Yamaha MS Racing/AD78 Latin America   | Yamaha YZF-R3      | 12   | +14.357   | 20º     | 2     |
| 15º  | 80 | Gustavo Manso         | Yamaha MS Racing/AD78 Latin America   | Yamaha YZF-R3      | 12   | +14.375   | 8º      | 1     |
| 16º  | 29 | Giacomo Zannini       | ProDina Kawasaki Racing               | Kawasaki Ninja 400 | 12   | +19.394   | 31º     |       |
| 17º  | 11 | Filip Novotny         | Accolade Smrž Racing BGR              | Kawasaki Ninja 400 | 12   | +19.463   | 29º     |       |
| 18º  | 41 | Raffaele Tragni       | AG Motorsport Italia Yamaha           | Yamaha YZF-R3      | 12   | +19.546   | 15º     |       |
| 19º  | 33 | Senna Van den Hoven   | Molenaar Racing                       | Kawasaki Ninja 400 | 12   | +33.555   | 23º     |       |
| 20º  | 27 | Christopher Clark     | Accolade Smrž Racing BGR              | Kawasaki Ninja 400 | 12   | +33.624   | 25º     |       |
| 21º  | 43 | Dylan Czarkowski      | Racing DC                             | Yamaha YZF-R3      | 12   | +37.572   | 5º      |       |
| 22º  | 38 | David Salvador        | MS Racing                             | Yamaha YZF-R3      | 12   | +46.981   | 3º      |       |
| 23º  | 9  | Emiliano Ercolani     | Yamaha Motoxracing                    | Yamaha YZF-R3      | 12   | +1'09.197 | 16º     |       |

### Ritirati
| Nº | Pilota           | Squadra                 | Motocicletta       | Giri | Griglia |
| -- | ---------------- | ----------------------- | ------------------ | ---- | ------- |
| 17 | Ruben Bijman     | Flembbo-PL Performances | Kawasaki Ninja 400 | 11   | 19º     |
| 55 | Unai Calatayud   | Arco Motor University   | Yamaha YZF-R3      | 10   | 14º     |
| 47 | Fenton Seabright | Kawasaki GP Project     | Kawasaki Ninja 400 | 3    | 9º      |
| 20 | Marc García      | China Racing            | Kove 321RR         | 1    | 7º      |
| 26 | Mirko Gennai     | MTM Kawasaki            | Kawasaki Ninja 400 | 1    | 18º     |
| 24 | Michael Agazzi   | MS Racing               | Yamaha YZF-R3      | 1    | 28º     |
| 25 | Mattia Martella  | Kawasaki GP Project     | Kawasaki Ninja 400 | 1    | 24º     |
| 71 | Iván Hernández   | Deza-Box 77 Racing      | Kawasaki Ninja 400 | 1    | 30º     |